# Siergiej Agiejkin
Siergiej Nikołajewicz Agiejkin (ros. Сергей Николаевич Агейкин; ur. 13 czerwca 1963 w Saratowie, zm. 31 maja 2001) – rosyjski hokeista, reprezentant ZSRR. 

## Kariera
- Kristałł Saratów (1981-1985)
- Spartak Moskwa (1985-1991)
- Podhale Nowy Targ (1991-1992)
- 1. EV Weiden (1992-1996)
- ERC Sonthofen (1995-1997)
- EV Ravensburg (1997-1999)
  -  SC Laces Val Venosta (1998)
- EC Pfaffenhofen (1999)
- Witiaź Czechow (1998-2001)

W najwyższej lidze radzieckiej, a następnie rosyjskiej rozegrał 258 meczów, w których strzelił 77 gole.
Był pierwszym hokeistą w polskiej lidze (sezony 1991/1992, 1992/1993) występującym w niej jako pierwszy w historii zdobywca mistrzostwa świata (w 1986 z reprezentacją ZSRR). W tym czasie jego partnerami w skutecznym ataku byli Polak Janusz Hajnos i Jevgeņijs Semerjaks. Był autorem jubileuszowego gola numer 6000 dla Podhala zdobytego w dniu 12 grudnia 1991 roku. W kolejnych latach grał w Niemczech, w tym także ponownie występował z nim Jevgeņijs Semerjaks.
W reprezentacji ZSRR w latach 1985-1986 rozegrał 17 spotkań, w których strzelił 9 goli.
W trakcie kariery określany pseudonimem Agieja. Zmarł na białaczkę. Został pochowany na Cmentarzu Wostriakowskim w Moskwie.

## Sukcesy

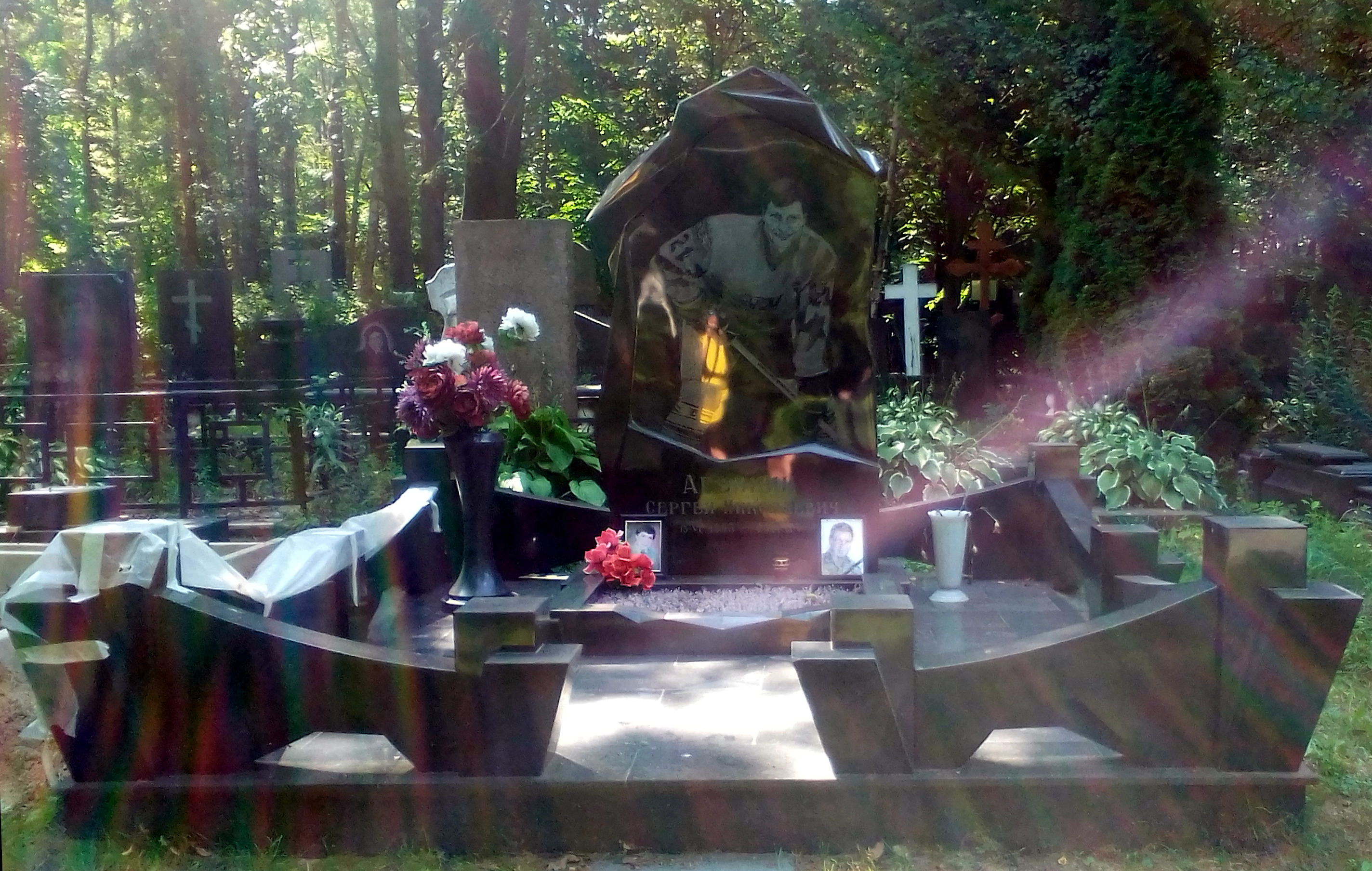
Nagrobek Siergieja Agiejkina

Reprezentacyjne
- Złoty medal mistrzostw świata juniorów: 1983[10]
- Złoty medal mistrzostw świata: 1986

Klubowe
- Srebrny medal mistrzostw ZSRR: 1991 ze Spartakiem
- Brązowy medal mistrzostw ZSRR: 1986 ze Spartakiem
- Puchar Spenglera: 1985, 1989, 1990 ze Spartakiem
- Brązowy medal mistrzostw Polski: 1992 z Podhalem

Indywidualne
- Wyższa liga 1989/1990: nagroda „Rycerz Ataku” (dla zawodnika, który strzelił trzy lub więcej goli w meczu)[11]